# Pütz-Roth Bestattungen und Trauerbegleitung
Pütz-Roth Bestattungen und Trauerbegleitung ist ein Unternehmen für Bestattungen und Trauerbegleitung mit Sitz in Bergisch Gladbach.

## Entwicklung des Unternehmens
Fritz Roth übernahm 1983 in Bergisch Gladbach das Bestattungshaus Willy Pütz. 1993 erfolgte der Umzug aus der Stadtmitte an den Stadt- und Waldrand in eine umgebaute Fabrik samt Wohnhaus. Am neuen Standort entstand 1993 das „Haus der menschlichen Begleitung“ und vier Jahre später die „Trauerakademie“. Seit 2005 betreibt das Unternehmen die „Villa Trauerbunt“. 2006 eröffnete Pütz-Roth mit den „Gärten der Bestattung“ den in Deutschland ersten Urnenfriedhof auf einem privaten Grundstück. Ab 2010 bot das Unternehmen zusammen mit dem Touristikkonzern TUI Reisen an, die speziell auf die Bedürfnisse von Trauernden ausgerichtet waren. 2014 eröffnete es das „Haus der Klage“. Von 2016 bis 2017 wurde die Friedhofsfläche erweitert. Auf diesem „Waldgarten“ ist eine Urnenbeisetzung von Mensch und Haustier möglich.
Das Unternehmen übernahm im Lauf seiner Geschichte mehrere andere Bestattungsunternehmen im Raum Köln und Bergisches Land und ist an fünf Standorten vertreten. In den ersten Jahren erledigten Fritz Roth und seine Ehefrau fast alle betrieblichen Belange allein. Bis zum Jahr 2008 stieg die Zahl der Mitarbeiter auf 30. Nach dem Tod von Fritz Roth 2012 übernahmen seine Kinder David Roth und Hanna Thiele-Roth die Leitung des Unternehmens. Seit Anfang 2013 firmiert es als Offene Handelsgesellschaft.

## Gegenwärtige Geschäftsbereiche
Am Sitz des Unternehmens besteht im „Haus der menschlichen Begleitung“ die Möglichkeit einer Aufbahrung der Verstorbenen über einen längeren Zeitraum. So können Hinterbliebene in den Trauerräumen ohne Zeitdruck über Tage und Nächte Abschied nehmen.
Auf dem privaten Friedhof „Gärten der Bestattung“, einem Gelände mit etwa 30.000 Quadratmetern rund um das „Haus der menschlichen Begleitung“, werden Urnenbestattungen vorgenommen. Die Gestaltung der Grabstätte ist individuell, anonyme Bestattungen sind nicht gestattet.
Die „Private Trauerakademie Fritz Roth“ widmet sich dem Umgang mit Sterben, Tod und Trauer. Neben Selbsthilfegruppen, Seminaren und kulturellen Veranstaltungen werden auch Weiterbildungen und Kurse für Unternehmen angeboten.
In der „Villa Trauerbunt“ am Rand der „Gärten der Bestattung“ finden sich Angebote für trauernde Kinder und Jugendliche. Mitarbeiter des Vereins „Domino e. V.“ führen sie durch.
Die 2013 mit einem Gründungskapitel von 50.000 Euro errichtete „Fritz Roth Stiftung“ vergibt einen „Medienpreis“ an Personen, die sich in ungewöhnlicher Form mit Trauer befasst haben. Erster Preisträger war im Jahr 2016 Georg Kronthaler, der 2007 den Leichnam seines Bruders Markus Kronthaler aus der Gipfelregion des Broad Peak barg, um ihn bestatten zu können.

## Gelände in Bergisch Gladbach

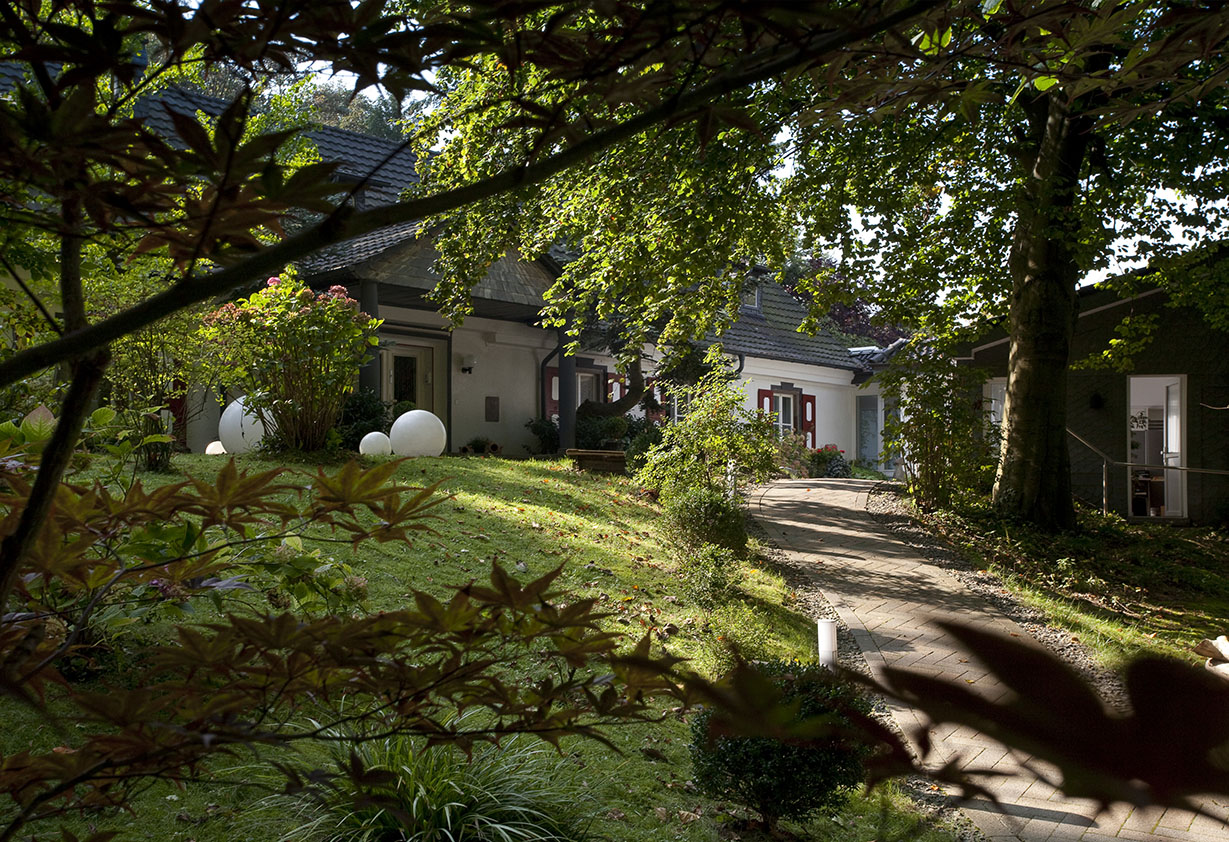
Bestattungshaus Pütz-Roth

Gebäude und Flächen des Unternehmens stehen für verschiedene Veranstaltungen zur Verfügung, beispielsweise für Lyrik- und Musikabende, Kabarett, Lesungen, Tagungen sowie Theater- und Filmaufführungen. Die „Gärten der Bestattung“ befinden sich an einem Eingang zum Naturschutzgebiet Strundetal in der Paffrather Kalkmulde. Auf dem offenen Gelände, das jährlich von rund 20.000 Menschen ohne Sterbefall besucht wird, finden regelmäßig „Sommerkonzerte“ statt.  Verschiedene Künstler und Theologen brachten sich hier über die Jahre ein. Auf einigen Veranstaltungen werden Spenden für gemeinnützige Zwecke gesammelt. Die Arbeiterwohlfahrt betreibt auf dem Grund des Unternehmens einen Waldkindergarten.
Das Fotokunstprojekt Im letzten Hemd zeigt Menschen, die sich in ihrer selbst ausgewählten Kleidung für die eigene Bestattung ablichten und sich auf diese Weise mit der eigenen Sterblichkeit konfrontieren ließen. Die Aufnahmen waren ebenfalls an verschiedenen Orten in Deutschland zu sehen.
Zu den längerfristigen Projekten des Unternehmens zählt seit 2006 die Ausstellung Ein Koffer für die letzte Reise. Bis Ende 2015 wurde sie mehr als 50 Mal gezeigt. Die Ausstellung war in vielen deutschen Orten zu sehen, aber auch international.
Das Unternehmen engagiert zudem immer wieder sogenannte Jahreskünstler. Diese setzen sich mit Tod und Trauer auseinander und stellen ihre Werke in den Räumlichkeiten des Unternehmens aus.

## Auszeichnungen
Das Unternehmen wurde mehrmals ausgezeichnet:
- 2007 mit dem Bürgerpreis im Rahmen des ENTERPreis-Unternehmenswettbewerb 2007 – Verantwortung erkennen – Engagement zeigen, verliehen vom Ministerium für Generationen Familie, Frauen und Integration des Landes Nordrhein-Westfalen[24]
- 2007 mit dem Award für besondere Dienstleistungen im Rahmen des International Funeral Awards[25]
- 2008 bei den TASPO Awards mit dem  Kientzler Award – Unternehmen des Jahres in der Friedhofsbranche[26]
- 2008 mit dem Preis Best of all beim International Funeral Award[27]
- 2009 mit dem Sonderpreis des Marketing-Awards des Kuratoriums Deutsche Bestattungskultur[28]
- 2011 gemeinsam mit TUI mit der Goldenen Palme in der Kategorie Die besondere Pauschalreise von Geo Saison für die Trauerreisen[29]